# Ignacy Houwalt
Ignacy Houwalt (ur. 29 lipca 1744 w Balbierzyszkach, zm. 5 maja 1807) – polski duchowny rzymskokatolicki, prałat żmudzki, sufragan-elekt wileński.

## Biografia
W 1769 otrzymał święcenia prezbiteriatu. W 1789 znalazł się w pięcioosobowym gronie administratorów diecezji wileńskiej, którym bp Ignacy Jakub Massalski na czas swojej nieobecności powierzył rządy biskupstwem.
20 sierpnia 1804 mianowany biskupem pomocniczym wileńskim oraz biskupem in partibus infidelium aradeńskim. Do śmierci 5 maja 1807 nie przyjął sakry biskupiej.